# سید محمدعلی جاوید
سید محمدعلی جاوید سیاستمدار و رهبر حزب حرکت اسلامی افغانستان است، او مسئولیتهایی چون: نخست‌وزیر، وزیر پلان، وزیر ترانسپورت، رئیس کمیسیون انتقال قدرت از برهان‌الدین ربانی به حامد کرزی، وزیر مشاور حامد کرزی، رئیس کمیسیون تثبیت سویه علمای دینی، نماینده مجلس از ولایت بلخ، وزیر مشاور محمد اشرف غنی را به عهده داشته.

## اطلاعات شخصی

### تولد
سید محمدعلی جاوید فرزند سید محمد یونس، در سال ۱۳۲۸ هجری خورشیدی، در ولایت بلخ، ولسوالی شولگره، قریه پل برق و در خانواده‌ای سید که از لحاظ اقتصادی، زندگی متوسط داشتند، متولد شد.
پدرش سید محمد یونس، از علما و روحانیون برجسته و خوشنام منطقه بود و مردم آنجا برای مسایل شرعی و حل و فصل دعوایشان به وی مراجعه می‌کردند.
وی متأهل بوده و دارای پنج پسر و شش دختر می‌باشد.

### تحصیلات
سید محمدعلی جاوید در سن هشت سالگی وارد مکتب محلی گردید و نزد ملای قریه به فراگیری قرآن و کتابهای فارسی پرداخت.
جاوید بعد از آن به کارهای دامداری و زراعت پرداخت و در عین حال از مطالعه کتاب و ایراد خطابه در منبرها غفلت نداشت.
سید محمد علی جاوید، در سال ۱۳۴۶ خورشیدی وارد مدرسه علمیه شولگره واقع در سر آسیاب آن منطقه گردید و مدت چهار سال علوم مختلف از قبیل: صرف، نحو، منطق، اصول، معانی، بیان، بدیع و فقه را فرا گرفت و همچنان شاگردان دیگر را درس می‌داد.
وی در سال ۱۳۵۰ برای ادامه تحصیل عازم کشور عراق شد و در حوزه معروف نجف اشرف مشغول گردید٫ علاوه بر ادامه تحصیل به تدریس ادبیات عرب و فقه و اصول و منطق و معانی پرداخت و تعداد شاگردانش از ۳۰۰ نفر تجاوز می‌کرد. در همان زمان کتاب الفوائد فی توضیح الشواهد را که اینک یکی از بهترین کتابهای ادبی نزد طلاب علوم دینی می‌باشد نوشت که این کتاب بعدها در سال ۱۳۶۳ به چاپ و نشر رسید.
جاوید تا اواخر سال ۱۳۵۴ در عراق مشغول تحصیل و تدریس بود تا اینکه در آخر همان سال حکومت بعثی عراق او را از کشور اخراج کرد. سپس وی وارد حوزه علمیه قم گردیده و درس و تدریس را به پیش برد و دوره درس خارج را به پایان برد . سپس همان‌جا مطالعات خود را در علوم مختلف ادامه داد. وی در سال ۱۳۷۰ مدرک لیسانس را از (مرکز جهانی علوم اسلامی) در ایران و در رشته فرهنگ و معارف اسلامی به دست آورد. درس و تدریس را تا سال ۱۳۵۸ دنبال کرد و در سال ۱۳۷۴به دریافت سند دکتری از جانب (کمیسیون تثبیت سویه علمای دینی) در ستره محکمه (دادگاه عالی قضایی افغانستان) مفتخر گردید.

## فعالیت‌های حزبی و سیاسی
جاوید در سال ۱۳۵۷ بعد از کودتای هفت ثور، به فکر ایجاد یک تشکل سیاسی افتاد و در نیمه دوم آن سال با همکاری جمعی از علمای افغانستان در شهر قم، سازمان روحانیون افغانستانی را تشکیل داد. بعدها با ورود محمدآصف محسنی به شهر قم در ۱۹ حمل سال ۱۳۵۸ آن سازمان را منحل اعلام کرد و همراه با محسنی حزب حرکت اسلامی افغانستان را تشکیل داد.
جاوید نخست به حیث رئیس فرهنگی حزب ایفای وظیفه می‌کرد و در برج سنبله سال ۱۳۵۸ به عنوان قائم مقام رهبری و رئیس شورای مرکزی این حزب انتخاب شد و در طول حیات سیاسی حزب حرکت اسلامی تا مورخ ۱۵ـ۱۱ـ۱۳۸۳ همواره به حیث رئیس شورای مرکزی این حزب انتخاب شده، ایفای وظیفه نموده‌است. در تاریخ ۱۶ـ۱۱ـ۱۳۸۳ مجمع عمومی حرکت اسلامی دائر گردید و آقای محسنی از رهبری استعفا نمود، مجمع مذکور جاوید را به رهبری حزب انتخاب کردند.

ائتلافی به نام شورای ائتلاف اسلامی افغانستان متشکل از ۸ حزب شیعه افغانستان، که در دوران جهاد در ایران مرکزیت داشتند، در سال ۱۳۶۶ با کوشش مقامات جمهوری اسلامی ایران ایجاد شده بود. جاوید در سال ۱۳۶۷ یک دوره به حیث رئیس و سخنگوی آن شورا انتخاب گردید
وی٫ علاوه بر علوم اسلامی به علوم جدید از قبیل: اقتصاد، سیاست، جامعه‌شناسی، تاریخ، فلکیات و غیره هم معلومات وسیعی دارد و در مجامع علمی تدریس نموده‌است. وی شاعر، خطیب، نویسنده و سیاستمدار توانایی نیز می‌باشد.
جاوید از تشکیل حزب حرکت اسلامی به جهاد علیه نیروهای اشغالگر شوروی و حکومت دست نشانده آن پرداخت و بارها به داخل افغانستان سفر کرد و با خطرات مهمی مواجه گردید.
او در سال ۱۳۶۹ مرکز مبارزات خود را از ایران به پاکستان انتقال داد و بعد از سقوط حکومت نجیب به تاریخ ۱۴/۰۲/۱۳۷۱ همراه سایر رهبران جهادی، با یک کاروان عظیم از پیشاور عازم کابل شدند و به تاریخ ۱۹/۰۲/۱۳۷۱ از طرف صبغت الله مجددی به حیث وزیر پلان (برنامه و بودجه) مقرر گردید و با روی کار آمدن استاد ربانی در سال ۱۳۷۱ بازهم به حیث وزیر پلان تعیین گردید و ریاست (کمسیون تثبیت سویه علمای دینی) به وی سپرده شد

## در جنگ‌های داخلی
وی در ۱۵/۰۲/۱۳۷۴ از طرف استاد ربانی (رئیس‌جمهور وقت) با حفظ سمت وزارت پلان، به عنوان معاون صدر اعظم مقرر گردید و ریاست بیش از ۸ کمسیون مهم. دولتی، به تصویب شورای وزیران وقت به عهده او گذاشته شد که به نحو احسن آن کمیسیون‌ها را اداره می‌کرد. وی تا زمان سقوط کابل به دست طالبان به همین سمت ایفای وظیفه می‌نمود تا اینکه با سقوط کابل در تاریخ ۵/۰۷/۱۳۷۵ همراه دیگر رهبران و فرماندهان در کنار احمد شاه مسعود، شهر تخار را مرکز مبارزات خود قرار دادند.
جاوید در تاریخ ۶ جدی ۱۳۷۶ به مزارشریف که پایتخت موقت افغانستان بود، رفته و در برج دلو همان سال از طرف استاد ربانی به عنوان سرپرست صدارت عظمی تعیین گردید و تا تاریخ ۱۷/۰۵/۱۳۷۷ کابینه دولت تحت سرپرستی ایشان در شهر مزارشریف دائر می‌گردید؛ بعد از سقوط مزارشریف به دست طالبان به بامیان رفت و از آنجا به ایران مهاجر گردید.

## بعد از سقوط طالبان
بعد از سقوط طالبان در سال ۱۳۸۰ جاوید، همراه با محسنی از ایران وارد کابل شدند و به عنوان رئیس کمیسیون انتقال قدرت تعیین گردید..
جاوید در شش ماه اداره موقت به عنوان اولین وزیر مشاور کرزی٫ ایفای وظیفه کرد و در دوران حکومت انتقالی به حیث وزیر ترانسپورت منصوب شد. او به مدت زیادی سخنگوی جبهه تفاهم ملی بود.
وی به حیث رهبر حزب حرکت اسلامی افغانستان و نیز نماینده مردم ولایت بلخ در پارلمان و معاون کمسیون تقنین ایفای وظیفه می‌کرد و برهان الدین ربانی به حیث رئیس آن کمسیون بود.

## کتاب‌ها
کتاب‌های ذیل اثر او است
(چاب شده):
- افغانستان کنونی در شهنامه فردوسی.
- افغانستان در گذر زمان. (ده جلد).
- پژواک فریاد.
- روشنفکر کیست؟ نگاهی به روشنفکری از چند منظر.
- خاطرات من، برهه حساسی از تاریخ.
- فرازهایی از فلسفه و فیزیک.
- حماسه پروان.
- الفوائد فی توضیح الشواهد.
- انقلاب اسلامی و تجاوز روسها
- ماتم گلها (مجموعه شعر).
- برگهای خزان (مجموعه شعر)
- بیش از دوصد مقاله تحلیلی و تحقیقی

(چاپ نشده):
- حوادث انقلاب اسلامی افغانستان.
- تقریرات درس اصول آیت‌الله وحید خراسانی
- تقریرات درس اصول آیت‌الله منتظری
- نظری بر وهابیت.
- شرحی بر کتاب رسائل
- تحولات سیاسی معاصر افغانستان، در ۲۰۰۰ صفحه

### کتاب افغانستان کنونی در شاهنامه فردوسی
کتاب افغانستان کنونی در شاهنامه فردوسی، کتابی که به ۱۰۱۶ صفحه، در مورد موقعیت جغرافیایی داستان‌های شاهنامه، موقعیت اصلی ایران قدیم، سیستان قدیم نوشته شده، جالب اینجا است که نصف اول این کتاب به پارسی سره نوشته گشته، که حتی یک واژه عربی نیز استفاده نگردیده‌است.
نویسنده این کتاب سید محمد علی جاوید نویسنده و سیاستمدار اهل افغانستان است.

### کتاب خاطرات صدراعظم دولت اسلامی افغانستان
کتاب خاطرات صدراعظم دولت اسلامی افغانستان، به نام خاطرات من، برههٔ حساسی از تاریخ، که ماجراهای جالب از دوران جنگ با قشون سرخ شوروی در افغانستان تا جنگهای داخلی کشور را نقل کرده، با مطالعه این کتاب، بسیاری از سوالات در مورد مشکلات داخلی کشور، مداخلات بیرونی‌ها و مقصرین اصلی کشتار مردم بیگناه، حل می‌گردد.
نویسنده این اثر، سید محمد علی جاوید نویسنده و سیاستمدار اهل افغانستان است.

### روشنفکر کیست؟
روشنفکر کیست؟ اسم کتابی است که توسط سید محمد علی جاوید نویسنده و سیاستمدار اهل افغانستان، نوشته شده‌است.
این کتاب روی مسئله اینکه امروزه هرکه جرات نقد دین را در خود دید، خویش را روشنفکر می‌پندارند!
آیا روشنفکر معنی خاصی دارد؟ آیا ناخداباوری نشانه روشنفکری است؟ یا یک دیندار نیز می‌تواند خود را شامل روشنفکران بداند؟ می‌چرخد.
این کتاب در ۳۵۲ صفحه، چاپ شده‌است.